# ساندرا شميت
ساندرا شميت (بالألمانية: Sandra Schmitt)‏ (و. 1981 – 2000 م) هي متزحلقة حرة ألمانية، شاركت في الألعاب الأولمبية الشتوية 1998، توفيت عن عمر يناهز 19 عاماً.

## روابط خارجية
- ساندرا شميت على موقع الاتحاد الدولي للتزلج (التزلج الحر) (الإنجليزية)
- ساندرا شميت على موقع اللجنة الأولمبية الدولية (الإنجليزية)
- ساندرا شميت على موقع أوليمبيديا (الإنجليزية)